# Lina Sotis

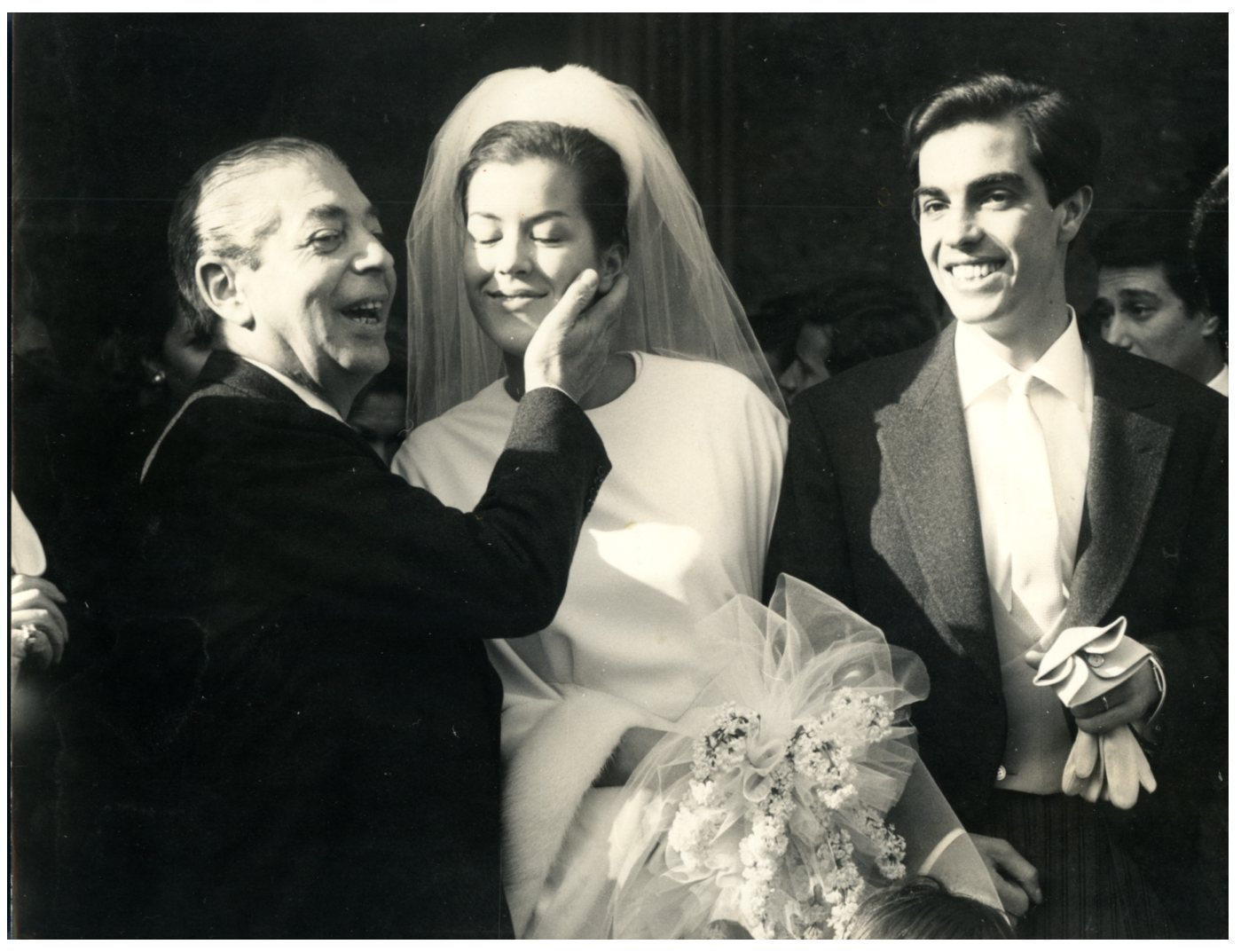
Lina Sotis nel giorno del suo matrimonio con Gian Marco Moratti, salutata dal padre di lui Angelo

Lina Sotis (Roma, 27 aprile 1944) è una giornalista e scrittrice italiana.

## Biografia
Il padre, Gino Sotis (1902-1960), fu un noto avvocato matrimonialista, promotore nel dopoguerra del premio David di Donatello nonché del circolo culturale Open Gate e del Club internazionale del cinema.
Subito dopo il liceo, a diciotto anni, si sposa con Gian Marco Moratti, che aveva 8 anni più di lei, nel settembre (1962); dopo le nozze si trasferisce a Milano. Dall'unione nascono due figli: Angelo e Francesca. Il matrimonio dura solo cinque anni e la coppia si separa nel 1967.
Lina entra nel mondo del giornalismo collaborando alla nota rivista di moda Vogue. Prosegue quindi la carriera passando ad Amica, dove lavora come redattrice di moda, fino al 1974, quando approda a Gioia.
Nel 1975 è assunta al Corriere d'Informazione e dopo due anni diventa giornalista professionista. Il 1º ottobre 1978 passa al Corriere della Sera, prima donna a entrare nella redazione cronache. Lo stesso giorno anche Ferruccio de Bortoli, proveniente come la Sotis dal Corriere d'Informazione, venne assunto al Corsera. Da allora il suo nome è legato a quello del quotidiano di via Solferino.
Redattrice di costume e società, poi redattrice esperta (redattore esperto è una qualifica del Contratto Nazionale dei Giornalisti italiano) nel maggio 2009 è andata in pensione, ma continua a tenere la sua rubrica Qui Lina. Collabora anche con altre testate del gruppo Rizzoli tra cui Corriere Magazine e Amica. Nel 1982 esordisce nella letteratura con Bon Ton, manuale di saper vivere in società che diverrà in breve tempo un successo editoriale e un fenomeno di costume. Da allora ha scritto saggi e romanzi, pur senza eguagliare il successo del suo primo libro.
Dal 1993 è sposata in seconde nozze con l'urbanista Marco Romano.
Si considera credente ma non praticante.

## Opere
- Bon ton: il nuovo dizionario delle buone maniere, con 8 disegni di Tullio Pericoli, Milano, A. Mondadori, 1984. ISBN 88-04-21548-8.
- Cose da sapere, Milano, A. Mondadori, 1986, SBN NAP0144673.
- Mamma com'è difficile, con Francesca Moratti, Milano, A. Mondadori, 1991. ISBN 88-04-34394-X.
- Una come tutte, Milano, Mondadori, 1997. ISBN 88-04-43224-1.
- Il colore del tempo, Milano, Rizzoli, 2001. ISBN 88-17-86782-9.
- A me piace quella lì, Milano, Rizzoli, 2004. ISBN 88-17-00207-0.
- Il nuovo bon ton, Milano, Rizzoli, 2005. ISBN 88-17-00776-5.
- Ragazze: una come tutte, Milano, BUR Rizzoli, 2009. ISBN 978-88-17-03256-8.
- Libretto di risparmio: ricominciamo da zero, Milano, Rizzoli, 2012. ISBN 978-88-17-06200-8.